# 1640
| 1640               |
| ------------------ |
| Dødsfald - Fødsler |
|                    |

| Gregoriansk kalender | 1640 MDCXL              |
| Ab urbe condita      | 2393                    |
| Armensk kalender     | 1089 ԹՎ ՌՁԹ             |
| Kinesiske kalender   | 4336 – 4337 己卯 – 庚辰 |
| Etiopisk kalender    | 1632 – 1633             |
| Jødisk kalender      | 5400 – 5401             |
| Hindukalendere       |                         |
| - Vikram Samvat      | 1695 – 1696             |
| - Shaka Samvat       | 1562 – 1563             |
| - Kali Yuga          | 4741 – 4742             |
| Iransk kalender      | 1018 – 1019             |
| Islamisk kalender    | 1050 – 1051             |

Konge i Danmark: Christian 4. 1588-1648
Se også 1640 (tal)

## Begivenheder
- 1. december - Spanien drives ud af Portugal, som igen bliver selvstændigt
- Bajonetten menes opfundet.

## Født
- 9. juni – Leopold 1. (Tysk-romerske rige)
- 19. august - Frands Mikkelsen Vogelius,  dansk forfatter, historiker, teolog, sognepræst og provst.